# EFootball 2022
eFootball 2022 é um jogo eletrônico de simulação de futebol desenvolvido pela Konami Digital Entertainment e publicado pela Konami. É um jogo gratuito para jogar completamente rebatizado da série Pro Evolution Soccer (conhecida como Winning Eleven no Japão).

## Antecedentes e divulgação
Em 21 de julho de 2021, a Konami lançou um vídeo de seis minutos revelando o novo jogo. O anúncio revelou que a marca Pro Evolution Soccer havia sido removida dos planos da empresa e substituída por eFootball.

## Lançamento e Mapa de Desenvolvimento
O jogo está programado para ser lançado para PlayStation 4, PlayStation 5, Microsoft Windows, Xbox One, Xbox Series X/S, Android e iOS em 30 de setembro de 2021 com o lançamento da primeira temporada do jogo intitulada eFootball 2022.
A primeira versão teve jogos com nove clubes, sendo eles Barcelona, Bayern de Munique, Juventus, Manchester United, Arsenal, Corinthians, Flamengo, São Paulo e River Plate. No futuro haverá partidas cruzadas entre jogadores de PlayStation 4 e PlayStation 5, e jogadores de Xbox One com Xbox Series X/S.
A partir de 11 de novembro de 2021 estariam disponíveis ligas online, um modo de criação de equipe (substituto do myClub) e jogo cruzado entre todas as plataformas do jogo, mas essa atualização foi adiada para 11 de abril de 2022. Também haverá um sistema de passe de jogo, no qual será possível receber moedas do jogo e jogadores.

## Licenças

### Parcerias
A seguir a lista atual de clubes parceiros do eFootball 2022:
| País       | Equipe               | Notas                                                        |
| ---------- | -------------------- | ------------------------------------------------------------ |
| Espanha    | FC Barcelona         | Continua, estádio exclusivo                                  |
| Inglaterra | Arsenal FC           | Continua                                                     |
| Inglaterra | Manchester United    | Continua                                                     |
| Itália     | Atalanta             | Nova, clube exclusivo                                        |
| Itália     | Inter de Milão       | Retorna, a partir de julho de 2022                           |
| Itália     | Lazio                | Continua, estádio exclusivo                                  |
| Itália     | Milan                | Retorna, a partir de julho de 2022                           |
| Itália     | Monza                | Nova, a partir de julho de 2022                              |
| Itália     | Napoli               | Nova                                                         |
| Itália     | Pisa                 | Nova, a partir de julho de 2022                              |
| Itália     | Roma                 | Continua, clube e estádio exclusivos                         |
| Alemanha   | Bayern de Munique    | Continua, estádio exclusivo                                  |
| Argentina  | River Plate          | Continua, estádio exclusivo                                  |
| Brasil     | SC Corinthians       | Continua, clube e estádio exclusivos e patrocinado pelo jogo |
| Brasil     | Flamengo             | Continua, clube exclusivo e patrocinado pelo jogo            |
| Brasil     | Internacional        | Continua, estádio exclusivo e patrocinado pelo jogo          |
| Brasil     | Santos               | Continua, estádio exclusivo e patrocinado pelo jogo          |
| Brasil     | São Paulo FC         | Continua, clube exclusivo e patrocinado pelo jogo            |
| Brasil     | Vasco da Gama        | Continua, clube e estádio exclusivos e patrocinado pelo jogo |
| Chile      | Colo-Colo            | Continua, clube e estádio exclusivos                         |
| Chile      | Universidad de Chile | Continua, clube exclusivo e estádio exclusivos               |
| México     | América              | Nova, estádio exclusivo, a partir de maio de 2022            |

Parcerias extintas
| País    | Equipe     | Notas             |
| ------- | ---------- | ----------------- |
| Escócia | Celtic FC  | Até junho de 2022 |
| Escócia | Rangers FC | Até junho de 2022 |
| Itália  | Juventus   | Até junho de 2022 |
| Rússia  | Zenit      | Até abril de 2022 |

### Clubes e Ligas
A seguir, a lista com as licenças. Em relação ao PES 2021, foram perdidas as licenças do Campeonato Colombiano e Liga Chinesa, além de vários clubes. Há a adição da Liga dos Estados Unidos
,
 apenas com jogadores, da USL Championship e do Campeonato Mexicano
. A J-League e a J2 League foram licenciadas para a versão de consoles também. A Konami rompeu com a Premier League Russa e com as seleções da Rússia e Bielorrússia em abril de 2022, devido a Invasão russa na Ucrânia
| Região                     | Competição                 | Licença | Notas                                                                       |
| -------------------------- | -------------------------- | ------- | --------------------------------------------------------------------------- |
| Argentina                  | Liga Profesional de Fútbol | 1       | Continua                                                                    |
| Bélgica                    | Jupiler Pro League         | 1 *     | Continua                                                                    |
| Brasil                     | Brasileirão Série A        | 6       | Continua, apenas o Palmeiras não está licenciado                            |
| Brasil                     | Brasileirão Série B        | 6       | Continua                                                                    |
| Chile                      | Campeonato AFP PlanVital   | 1       | Continua                                                                    |
| Colômbia                   | Liga BetPlay DIMAYOR       | 4       | Continua                                                                    |
| Dinamarca                  | 3F Superliga               | 1 *     | Continua                                                                    |
| Escócia                    | cinch Scottish Premiership | 1 *     | Continua                                                                    |
| Espanha                    | Liga Espanhola             | 3       | Somente Barcelona está licenciado                                           |
| Espanha                    | Liga Espanhola 2           | 4 *     | Continua                                                                    |
| Estados Unidos             | Major League Soccer        | 4 *     | Nova - apenas jogadores, através de um acordo com a MLS Players Association |
| Estados Unidos             | USL Championship           | 1 *     | Nova, exclusiva                                                             |
| França · Mónaco            | Ligue 1 Uber Eats          | 1       | Continua                                                                    |
| França · Mónaco            | Ligue 2 BKT                | 1 *     | Continua                                                                    |
| Inglaterra · País de Gales | Liga Inglesa               | 3       | Somente Arsenal e Manchester United licenciados                             |
| Inglaterra · País de Gales | Liga Inglesa 2             | 4 *     | Continua                                                                    |
| Itália                     | Serie A Tim                | 5       | Continua, apenas 5 clubes estão licenciados                                 |
| Itália                     | Serie BKT                  | 5       | Continua, apenas Brescia não está licenciado                                |
| Japão                      | J-League                   | 1 *     | Nova (na versão de console)                                                 |
| Japão                      | J2 League                  | 1 *     | Nova (na versão de console)                                                 |
| México                     | Campeonato Mexicano        | 1 **    | Nova, exclusiva                                                             |
| Países Baixos              | Eredivisie                 | 1 *     | Continua                                                                    |
| Portugal                   | Liga Portugal bwin         | 1 *     | Continua                                                                    |
| Suíça                      | Credit Suisse Super League | 1 *     | Continua                                                                    |
| Tailândia                  | TOYOTA Thai League         | 1       | Continua                                                                    |
| Turquia                    | SporToto Super Lig         | 1 *     | Continua                                                                    |

1: Competição licenciada por completo.
2: Logo, nome e troféu da competição não estão licenciados, mas o nome, escudo e uniformes de todos os clubes, além de todos os jogadores, estão licenciados.
3: Logo, nome e troféu da competição não estão licenciados, mas o nome, escudo e uniformes de alguns clubes, além de todos os jogadores, estão licenciados.
4: Liga fictícia ou totalmente genérica. Logo, nome e troféu da competição não estão licenciados, e nem o nome, escudo e uniformes de quaisquer clubes. No caso de liga existente, todos os jogadores estão licenciados.
5: Logo, nome e troféu da competição estão licenciados, mas o nome, escudo e uniformes de alguns clubes não estão licenciados, porém todos os jogadores estão licenciados.
6: Logo, nome e troféu da competição estão licenciados, mas o nome e aparência de alguns jogadores não estão licenciados.
- Via atualização de 14 de abril de 2022 (originalmente em 11 de novembro de 2021).
  - Via atualização marcada para o inverno brasileiro de 2022.

#### Outros times da Europa
- Bayer Leverkusen
- Bayern München
- Wolfsburg
- Dinamo Zagreb
- AEK Atenas
- Olympiakos Piraeus
- Panathinaikos
- PAOK
- Slavia Praga
- Sparta Praga
- Dynamo Kyiv
- Shakhtar Donetsk

#### Outros da América Latina
- Alianza Lima
- Sport Boys Association
- Sporting Cristal
- Universitario

#### AFC Champions League
A licença da AFC Champions League traz a possibilidade de jogar com todos os 40 clubes que participam da fase de grupos da edição de 2021.
| AFC Champions League   | AFC Champions League   |
| País                   | Clube                  |
| ---------------------- | ---------------------- |
| Arábia Saudita         | Al-Ahli                |
| Arábia Saudita         | Al-Hilal               |
| Arábia Saudita         | Al-Nassr               |
| Catar                  | Al-Duhail              |
| Catar                  | Al-Sadd                |
| Catar                  | Al-Rayyan              |
| China                  | Beijing Guoan          |
| China                  | Guangzhou FC           |
| China                  | Shanghai Port          |
| Coreia do Sul          | Daegu FC               |
| Coreia do Sul          | Jeonbuk Hyundai Motors |
| Coreia do Sul          | Pohang Steelers        |
| Coreia do Sul          | Ulsan Hyundai          |
| Emirados Árabes Unidos | Al-Wahda               |
| Emirados Árabes Unidos | Sharjah                |
| Emirados Árabes Unidos | Shabab Al Ahli         |
| Filipinas              | Kaya–Iloilo            |
| Filipinas              | United City            |
| Hong Kong              | Kitchee                |
| Índia                  | Goa                    |
| Irão                   | Esteghlal              |
| Irão                   | Foolad                 |
| Irão                   | Persepolis             |
| Irão                   | Tractor                |
| Iraque                 | Al-Quwa Al-Jawiya      |
| Iraque                 | Al-Shorta              |
| Japão                  | Cerezo Osaka           |
| Japão                  | Gamba Osaka            |
| Japão                  | Kawasaki Frontale      |
| Japão                  | Nagoya Grampus         |
| Jordânia               | Al-Wehdat              |
| Malásia                | Johor Darul Ta'zim     |
| Singapura              | Tampines Rovers        |
| Tailândia              | Chiangrai United       |
| Tailândia              | BG Pathum United       |
| Tailândia              | Port                   |
| Tailândia              | Ratchaburi Mitr Phol   |
| Uzbequistão            | AGMK                   |
| Uzbequistão            | Pakhtakor Tashkent     |
| Vietname               | Viettel                |

### Competições Internacionais de clubes
- AFC Champions League

### Seleções nacionais
Foram adicionadas mais 3 seleções. No total, mais de 100 seleções nacionais estão disponíveis:
| Região                      | Seleção                | Licença | Notas                                               |
| --------------------------- | ---------------------- | ------- | --------------------------------------------------- |
| Europa                      | Albânia                | 1       |                                                     |
| Europa                      | Alemanha               | 1       |                                                     |
| Europa                      | Andorra                | 1       |                                                     |
| Europa                      | Armênia                | 1       |                                                     |
| Europa                      | Áustria                | 1       |                                                     |
| Europa                      | Azerbaijão             | 1       |                                                     |
| Europa                      | Bélgica                | 1       |                                                     |
| Europa                      | Bielorrússia           | 1       |                                                     |
| Europa                      | Bósnia e Herzegovina   | 1       |                                                     |
| Europa                      | Bulgária               | 1       |                                                     |
| Europa                      | Cazaquistão            | 1       |                                                     |
| Europa                      | Chipre                 | 1       |                                                     |
| Europa                      | Croácia                | 1       |                                                     |
| Europa                      | Dinamarca              | 1       |                                                     |
| Europa                      | Escócia                | 1       |                                                     |
| Europa                      | Eslováquia             | 1       |                                                     |
| Europa                      | Eslovênia              | 1       |                                                     |
| Europa                      | Espanha                | 1       |                                                     |
| Europa                      | Estônia                | 1       |                                                     |
| Europa                      | Finlândia              | 1       |                                                     |
| Europa                      | França                 | 1       |                                                     |
| Europa                      | Geórgia                | 1       |                                                     |
| Europa                      | Gibraltar              | 1       |                                                     |
| Europa                      | Grécia                 | 1       |                                                     |
| Europa                      | Holanda                | 1       |                                                     |
| Europa                      | Hungria                | 1       |                                                     |
| Europa                      | Ilhas Faroe            | 1       |                                                     |
| Europa                      | Inglaterra             | 1       |                                                     |
| Europa                      | Irlanda                | 1       |                                                     |
| Europa                      | Irlanda do Norte       | 1       |                                                     |
| Europa                      | Islândia               | 1       |                                                     |
| Europa                      | Israel                 | 1       |                                                     |
| Europa                      | Itália                 | 1       |                                                     |
| Europa                      | Kosovo                 | 1       |                                                     |
| Europa                      | Letônia                | 1       |                                                     |
| Europa                      | Liechtenstein          | 1       |                                                     |
| Europa                      | Lituânia               | 1       |                                                     |
| Europa                      | Luxemburgo             | 1       |                                                     |
| Europa                      | Macedônia do Norte     | 1       |                                                     |
| Europa                      | Malta                  | 1       |                                                     |
| Europa                      | Moldávia               | 1       |                                                     |
| Europa                      | Montenegro             | 1       |                                                     |
| Europa                      | Noruega                | 1       |                                                     |
| Europa                      | País de Gales          | 1       |                                                     |
| Europa                      | Polônia                | 1       |                                                     |
| Europa                      | Portugal               | 1       |                                                     |
| Europa                      | República Tcheca       | 1       |                                                     |
| Europa                      | Romênia                | 1       |                                                     |
| Europa                      | San Marino             | 1       |                                                     |
| Europa                      | Sérvia                 | 1       |                                                     |
| Europa                      | Suécia                 | 1       |                                                     |
| Europa                      | Suíça                  | 1       |                                                     |
| Europa                      | Turquia                | 1       |                                                     |
| Europa                      | Ucrânia                | 1       |                                                     |
| África                      | Argélia                | 3       |                                                     |
| África                      | Burkina Faso           | 3       |                                                     |
| África                      | Camarões               | 2       |                                                     |
| África                      | Costa do Marfim        | 2       |                                                     |
| África                      | Egito                  | 2       |                                                     |
| África                      | Gana                   | 2       |                                                     |
| África                      | Guiné                  | 3       |                                                     |
| África                      | Mali                   | 3       |                                                     |
| África                      | Marrocos               | 2       |                                                     |
| África                      | Nigéria                | 3       |                                                     |
| África                      | Senegal                | 3       |                                                     |
| África                      | África do Sul          | 3       |                                                     |
| África                      | Tunísia                | 3       |                                                     |
| África                      | Zâmbia                 | 3       |                                                     |
| Américas do Norte e Central | Costa Rica             | 2       |                                                     |
| Américas do Norte e Central | Estados Unidos         | 3       |                                                     |
| Américas do Norte e Central | Honduras               | 2       |                                                     |
| Américas do Norte e Central | Jamaica                | 3       |                                                     |
| Américas do Norte e Central | México                 | 3       |                                                     |
| Américas do Norte e Central | Panamá                 | 2       |                                                     |
| América do Sul              | Argentina              | 1       |                                                     |
| América do Sul              | Bolívia                | 2       |                                                     |
| América do Sul              | Brasil                 | 1       |                                                     |
| América do Sul              | Chile                  | 1       |                                                     |
| América do Sul              | Colômbia               | 2       |                                                     |
| América do Sul              | Equador                | 3       |                                                     |
| América do Sul              | Paraguai               | 2       |                                                     |
| América do Sul              | Peru                   | 1       |                                                     |
| América do Sul              | Uruguai                | 3       |                                                     |
| América do Sul              | Venezuela              | 2       |                                                     |
| / Asia/Oceania              | Arábia Saudita         | 3       |                                                     |
| / Asia/Oceania              | Austrália              | 2       |                                                     |
| / Asia/Oceania              | China                  | 3       |                                                     |
| / Asia/Oceania              | Coreia do Norte        | 3       |                                                     |
| / Asia/Oceania              | Coreia do Sul          | 3       |                                                     |
| / Asia/Oceania              | Emirados Árabes Unidos | 3       |                                                     |
| / Asia/Oceania              | Índia                  | 2       |                                                     |
| / Asia/Oceania              | Iraque                 | 3       |                                                     |
| / Asia/Oceania              | Irã                    | 3       |                                                     |
| / Asia/Oceania              | Japão                  | 1       |                                                     |
| / Asia/Oceania              | Jordânia               | 3       |                                                     |
| / Asia/Oceania              | Kuwait                 | 3       |                                                     |
| / Asia/Oceania              | Líbano                 | 3       |                                                     |
| / Asia/Oceania              | Nova Zelândia          | 2       |                                                     |
| / Asia/Oceania              | Omã                    | 3       |                                                     |
| / Asia/Oceania              | Catar                  | 3       |                                                     |
| / Asia/Oceania              | Síria                  | 1       | Apenas no modo AFC Asian Qualifiers - Road to Qatar |
| / Asia/Oceania              | Tailândia              | 1       |                                                     |
| / Asia/Oceania              | Uzbequistão            | 3       |                                                     |
| / Asia/Oceania              | Vietnã                 | 1       | Apenas no modo AFC Asian Qualifiers - Road to Qatar |

1: Licença completa.
2: Apenas jogadores estão licenciados.
3: Sem licença.

## Atualizações

### eFootball 2022
0.9.1: Lançado em 5 de novembro de 2021 para a versão de consoles. Essa atualização corrigiu erros de jogabilidade e na interface.
1.0.0: Lançado em 13 de abril de 2022. Corrige e melhora a jogabilidade, e adiciona o modo Dream Team (sucessor do modo MyClub de versões anteriores do Pro Evolution Soccer).
1.1.0: Lançado em 29 de maio de 2022. Trouxe correções de jogabilidade e na interface. Também adiciona novos estádios e clubes, novas opções para "Partida de teste" e o menu de Objetivos para o Dream Team. Também lançou o jogo para Android e iOS.
1.1.1: Lançado em 15 de junho de 2022. Trouxe algumas melhorias gerais ao jogo para o início da temporada 2. Os menus tiveram as cores trocadas. Também foram adicionados Objetivos Premium, que trazem vários jogadores e uma série de objetivos, disponíveis para compra e uso no modo Dream Team.
1.1.2: Lançado em 30 de junho de 2022. Correções de erros menores e melhorias na estabilidade do jogo.
1.1.3: Lançado em 5 de julho de 2022 apenas para celulares. Foram feitos ajustes nos controles.
1.1.4: Lançado em 21 de julho de 2022. Foi adicionado o modo de partida contra amigos apenas para celulares. Correções de erros menores em todas as plataformas.

### eFootball 2023
2.0.0: Lançado em 25 de agosto de 2022. Atualizou o jogo para a versão 2023, com mudanças nas licenças, trilha sonora e equipes do modo de partida de teste.
2.0.1: Lançado em 29 de agosto de 2022 apenas para PC. Correções de estabilidade.